# Triloba
Triloba is een geslacht van slakken uit de  familie van de Clausiliidae.

## Soorten
De volgende soorten zijn bij het geslacht ingedeeld:
- Triloba sandrii (Küster, 1844)
- Triloba thaumasia (Sturany, 1907)

### Synoniemen
- Triloba magurkai Stworzewicz in Stworzewicz et al., 2013 † => Protriloba magurkai Stworzewicz in Stworzewicz et al., 2013 †
- Triloba pappi Schnabel, 2012 † => Protriloba pappi (Schnabel, 2012) †